# سو داوني
سو آن داوني (بالإنجليزية: Sue Downey) (من مواليد 8 مايو 1945) هي عارضة أزياء أمريكية سابقة وحاملة ألقاب في مسابقات الجمال، توجت بلقب ملكة جمال الولايات المتحدة الأمريكية 1965، وشاركت لاحقًا في ملكة جمال الكون 1965 حيث حلّت في المركز الثالث (الوصيفة الثانية).
فازت داوني بلقب ملكة جمال أوهايو الولايات المتحدة الأمريكية، ثم تُوجت بلقب ملكة جمال الولايات المتحدة الأمريكية 1965. وفي مسابقة ملكة جمال الكون 1965، حصلت على لقب الوصيفة الثانية، كما نالت جائزة أفضل زي وطني.